# Marcgravia stenonectaria
Marcgravia stenonectaria är en tvåhjärtbladig växtart som beskrevs av Ernest Friedrich Gilg. Marcgravia stenonectaria ingår i släktet Marcgravia och familjen Marcgraviaceae. Inga underarter finns listade i Catalogue of Life.